# Pan-Euungulata
Pan-Euungulata (literalmente: «todos los verdaderos ungulados»; también conocido como: Euungulata sensu lato), es un clado de mamíferos placentarios del gran orden Ferungulata, formado por el taxón Euungulata Sensu stricto y todos los taxones (especies) más estrechamente relacionados con él que con cualquier otra especie viva.

## Clasificación y filogenia
- Protungulatidae †
- Euungulata
  - Pan-Perissodactyla
  - Paraxonia